# João Mendes Salgado
João Mendes Salgado, barão de Corumbá, (3 de março de 1832 – Rio de Janeiro, 30 de julho de 1894) foi um militar brasileiro.
Nasceu em 3 de março de 1832. Era aspirante de marinha em 1847, e, participando da Guerra do Paraguai, subiu de postos até alcançar o de vice-almirante.
Era veador da Imperatriz, grande do Império, cavaleiro da Imperial Ordem de São Bento de Avis, comendador da Imperial Ordem de Cristo e da Rosa, oficial da Imperial Ordem do Cruzeiro.
Foi feito barão com grandeza por decreto de 20 de junho de 1888.
Faleceu no Rio de Janeiro em 30 de julho de 1894.

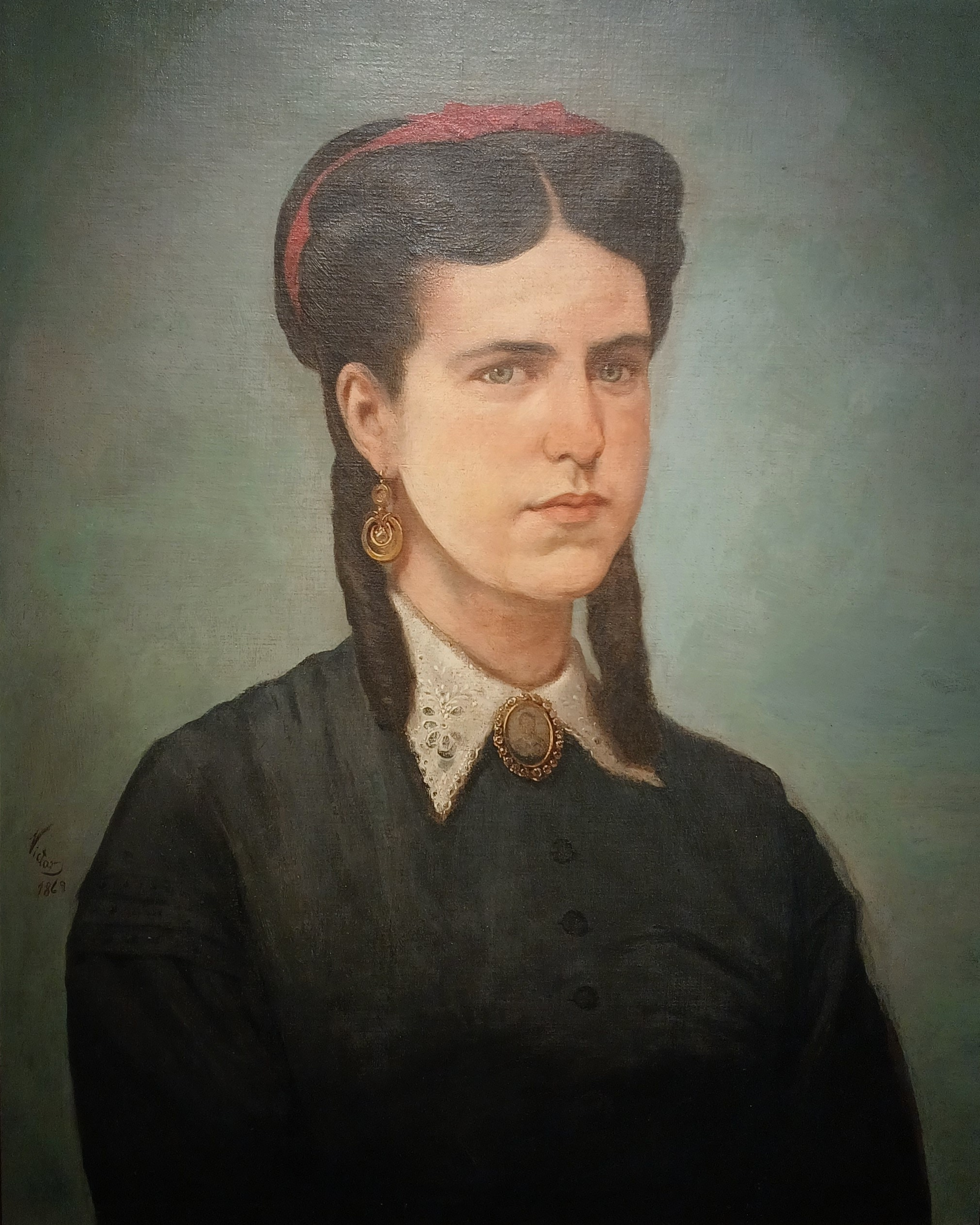
Retrato de Thereza Maria de Azevedo Salgado, Baronesa de Corumbá, por Victor Meirelles, 1869.